# Bruce
För andra betydelser, se Bruce (olika betydelser).
Bruce är namnet på en skotsk klan, ur vilken framgått två medeltida kungar av Skottland. Det är idag ett traditionellt skotskt efternamn, som också finns i andra delar av världen. I Sverige har namnet burits av en utslocknad adelsätt Bruce av skotskt ursprung med nummer 745 i svenska Riddarhuset.
Bruce är också ett manligt förnamn för män i den engelskspråkiga världen. Det kan vara ett geografiskt namn och ingå som ett led i sådana.
Enligt offentlig statistik tillgänglig i november 2016 hade 582 personer  bosatta i Sverige Bruce som efternamn. Många uttalar namnet på svenskt sätt, det vill säga som Bruse. 37 personer hade vid samma tidpunkt Bruse som efternamn.

## Personer med efternamnet Bruce

### A
- Alex Bruce (född 1984), engelsk fotbollsspelare
- Anders Bruce (död 1667), svensk organist och orgelbyggare
- Anders de Bruce (1723–1787), svensk militär och ämbetsman
- Andreas Bruce (1808–1885), svensk bokhållare och memoarförfattare med transsexuell bakgrund

### B
- Blanche Bruce (1841–1898), amerikansk politiker, republikan, senator för Mississippi

### C
- Carl Gustaf Bruce (1841–1924), svensk godsägare och politiker
- Carolina Benedicks-Bruce (1856–1945), svensk skulptör och målare
- Cecilia Bruce (född 1935), svensk trubadur, författare och lärare

### D
- David Bruce (1324–1371),  skotsk kung, känd som David II av Skottland
- David Bruce (mikrobiolog) (1855–1931), brittisk militärläkare
- Dorita Fairlie Bruce (1885–1970), brittisk barnboksförfattare

### E
- Ed Bruce (1939–2021), amerikansk countrysångare
- Ene Bruce (1914–2003), svensk konstnär

### F
- Frederick Fyvie Bruce (1910–1990), brittisk bibelforskare

### G
- Gösta Bruce (1947–2010), svensk språkforskare, professor i fonetik och idrottsman

### H
- Henry Bruce, 1:e baron Aberdare (1815–1895), walesisk politiker

### I
- Ingrid Bruce (1940–2012), svensk civilingenjör och fackllig ledare

### J
- Jack Bruce (1943–2014), skotsk muliinstrumentalist, låtskrivare och sångare
- Jacob Bruce (1669–1735), rysk greve och fältmarskalk
- James Bruce, flera personer
  - James Bruce (upptäcktsresande) (1730–1794), skotsk upptäcktsresande
  - James Bruce, 8:e earl av Elgin (1811–1863), brittisk kolonialtjänsteman och diplomat
- Jay Bruce (född 1987), amerikansk basebollspelare
- John Bruce (1802–1869), engelsk historieforskare
- John Collingwood Bruce (1805–1892), brittisk präst, lärare och författare

### L
- Lenny Bruce (1925–1966), amerikansk ståippkomiker och satiriker

### M
- Malcolm Bruce (född 1944), brittisk politiker, liberaldemokrat
- Martha Bruce, grevinna av Elgin och Kincardine [1739–1810), brittisk adelsdam
- Michael Bruce (1746–1767), skotsk poet och psalmförfattare
- Michael Owen Bruce (född 1948), amerikansk rockmusiker

### N
- Nigel Bruce (1895–1953), brittisk skådespelare
- Nils Bruce (1883–1981), svensk tullkontrollör och entomolog
- Nils Bruce (järnvägsman) (1890–1973), svensk järnvägsman
- Nils Bruce (orgelbyggare) (aktiv 1650), svensk orgelbyggare

### O
- Olof Bruce (1867–1942), svensk lärare, ämbetsman och politiker, liberal

### P
- Praskovja Bruce (1729–1785), rysk hovdam

### R
- Robert Bruce, flera personer
  - Robert I Bruce (1274–1329), kung av Skottland
  - Robert Bruce av Annandale (1210–1295), skotsk tronpretendent
  - Robert Edvard Bruce (1802–1858), svensk magnetisör och äventyrare
- Roman Bruce (168–1720), rysk general, skotskfödd som Robert Bruce
- Rupert Bruce-Mitford (1914–1994), brittisk arkeolog

### S
- Stanley Bruce (1883–1967), australisk politiker och diplomat
- Steve Bruce (född 1960), engelsk fotbollsspelare och tränare

### T
- Theo Bruce (1823–2002), australisk längdhoppare
- Thomas Bruce, 7:e earl av Elgin (1766–1841), brittisk diplomat, bortförde skulpturerna från Partheonon-templet i Atén
- Torsten Bruce (1906–1994), svensk lungläkare

### V
- Victor Bruce, 9:e earl av Elgin (1849–1917), brittisk statsman
- Virginia Bruce (1910–1982), amerikansk skådespelare

### W
- Wendy Bruce (född 1973), amerikansk gymnast
- William Blair Bruce (1859–1906), kanadensisk-svensk målare
- William Cabell Bruce (1860–1946), amerikansk politiker och författare, demokrat, senator för Maryland
- William Speirs Bruce (1867–1921), skotsk upptäcktsresande och polarforskare